# Sci-Fi Lullabies
Sci-Fi Lullabies è un album discografico di raccolta del gruppo musicale alternative rock inglese Suede, pubblicato nel 1997 costituito da B-sides.

## Tracce
CD 1
1. My Insatiable One – 2:57
2. To the Birds – 5:24
3. Where the Pigs Don't Fly – 5:33
4. He's Dead – 5:13
5. The Big Time – 4:28
6. High Rising – 5:49
7. The Living Dead – 2:48
8. My Dark Star – 4:26
9. Killing of a Flash Boy – 4:07
10. Whipsnade – 4:22
11. Modern Boys – 4:07
12. Together – 4:29
13. Bentswood Boys – 3:15
14. Europe Is Our Playground (New version) – 5:39

CD 2
1. Every Monday Morning Comes – 4:28
2. Have You Ever Been This Low? – 3:52
3. Another No One – 3:56
4. Young Men – 4:35
5. The Sound of the Streets – 4:59
6. Money – 4:04
7. W.S.D. – 5:46
8. This Time – 5:46
9. Jumble Sale Mums – 4:15
10. These Are the Sad Songs – 6:20
11. Sadie – 5:24
12. Graffiti Women – 4:51
13. Duchess – 3:55